# Đội tuyển bóng đá bãi biển quốc gia Iran
Đội tuyển bóng đá bãi biển quốc gia Iran (tiếng Ba Tư: تیم ملی فوتبال ساحلی) đại diện Iran ở các giải thi đấu bóng đá bãi biển quốc tế và được điều hành bởi IFF, cơ quan quản lý bóng đá ở Iran. Iran là đội có thứ hạng cao nhất châu Á và thứ hai thế giới.
Iran có 2 lần vô địch Giải vô địch bóng đá bãi biển châu Á (2013, 2017) và luôn nằm trong top 4. Iran cũng có 7 lần tham dự Giải vô địch bóng đá bãi biển thế giới, vào đến tứ kết 3 lần (2013, 2015, 2017), và về đích ở hạng ba 1 lần (2017).

## Đội hình hiện tại
Chính xác tính đến tháng 11 năm 2015
Ghi chú: Quốc kỳ chỉ đội tuyển quốc gia được xác định rõ trong điều lệ tư cách FIFA. Các cầu thủ có thể giữ hơn một quốc tịch ngoài FIFA.
| Số | VT | Quốc gia | Cầu thủ              |
| -- | -- | -------- | -------------------- |
| 1  | TM |          | Peyman Hosseini      |
| 2  | HV |          | Amir Hossein Akbari  |
| 3  | HV |          | Hassan Abdollahi     |
| 4  | HV |          | Mehdi Hassani Nozari |
| 5  | HV |          | Ali Naderi           |
| 6  | HV |          | Mostafa Kiani        |

| Số | VT | Quốc gia | Cầu thủ               |
| -- | -- | -------- | --------------------- |
| 7  | TĐ |          | Mehran Morshedizadeh  |
| 8  | TĐ |          | Farid Boloukbashi     |
| 9  | TĐ |          | Mohammad Ali Mokhtari |
| 10 | TĐ |          | Moslem Mesigar        |
| 11 | TĐ |          | Mohammad Ahmadzadeh   |
| 12 | TM |          | Hamid Behzadpour      |

Huấn luyện viên: Mohammad Hossein Mirshamsi

## Lịch thi đấu & Kết quả
Win
      Loss
| Trận đấu             | Trận đấu                                    | Trận đấu                   | Trận đấu                             | Trận đấu          |      |      |
| Thời gian            | Giải đấu                                    | Địa điểm                   | Đối thủ                              | Kết quả           |      |      |
| 2016                 | 2016                                        | 2016                       | 2016                                 | 2016              | 2016 | 2016 |
| -------------------- | ------------------------------------------- | -------------------------- | ------------------------------------ | ----------------- | ---- | ---- |
| 1 tháng 5 năm 2016   | Giao hữu                                    | Ý                          | Ý                                    | 4–5 (B)           |      |      |
| 2 tháng 5 năm 2016   | Giao hữu                                    | Ý                          | Ý                                    | 3–4 (B)           |      |      |
| 25 tháng 7 năm 2016  | Giao hữu                                    | Sari, Iran                 | Thái Lan                             | 7–1 (T)           |      |      |
| 21 tháng 8 năm 2016  | Giao hữu                                    | Ordos, Trung Quốc          | Việt Nam                             | 6–1 (T)           |      |      |
| 23 tháng 8 năm 2016  | Giải bóng đá bãi biển liên châu lục 2016    | Ordos, Trung Quốc          | Bahrain                              | 10–1 (T)          |      |      |
| 24 tháng 8 năm 2016  | Giải bóng đá bãi biển liên châu lục 2016    | Ordos, Trung Quốc          | Nhật Bản                             | 5–1 (T)           |      |      |
| 25 tháng 8 năm 2016  | Giải bóng đá bãi biển liên châu lục 2016    | Ordos, Trung Quốc          | Oman                                 | 6–3 (T)           |      |      |
| 30 tháng 10 năm 2016 | Giao hữu                                    | Dubai, UAE                 | Tahiti                               | 6–1 (T)           |      |      |
| 1 tháng 11 năm 2016  | Cúp bóng đá bãi biển liên châu lục 2016     | Dubai, UAE                 | Hoa Kỳ                               | 6–2 (T)           |      |      |
| 2 tháng 11 năm 2016  | Cúp bóng đá bãi biển liên châu lục 2016     | Dubai, UAE                 | Ai Cập                               | 4–1 (T)           |      |      |
| 3 tháng 11 năm 2016  | Cúp bóng đá bãi biển liên châu lục 2016     | Dubai, UAE                 | Nga                                  | 3–3 (3–1 PSO) (T) |      |      |
| 4 tháng 11 năm 2016  | Cúp bóng đá bãi biển liên châu lục 2016     | Dubai, UAE                 | Tahiti                               | 8–6 (T)           |      |      |
| 5 tháng 11 năm 2016  | Cúp bóng đá bãi biển liên châu lục 2016     | Dubai, UAE                 | Brasil                               | 2–6 (B)           |      |      |
| 2017                 |                                             |                            |                                      |                   |      |      |
| 5 tháng 3 năm 2017   | Giải vô địch bóng đá bãi biển châu Á 2017   | Kuala Terengganu, Malaysia | Malaysia                             | 14–0 (T)          |      |      |
| 6 tháng 3 năm 2017   | Giải vô địch bóng đá bãi biển châu Á 2017   | Kuala Terengganu, Malaysia | Afghanistan                          | 6–1 (T)           |      |      |
| 7 tháng 3 năm 2017   | Giải vô địch bóng đá bãi biển châu Á 2017   | Kuala Terengganu, Malaysia | Trung Quốc                           | 10–0 (T)          |      |      |
| 8 tháng 3 năm 2017   | Giải vô địch bóng đá bãi biển châu Á 2017   | Kuala Terengganu, Malaysia | Bahrain                              | 5–2 (T)           |      |      |
| 10 tháng 3 năm 2017  | Giải vô địch bóng đá bãi biển châu Á 2017   | Kuala Terengganu, Malaysia | Nhật Bản                             | 8–6 (T)           |      |      |
| 11 tháng 3 năm 2017  | Giải vô địch bóng đá bãi biển châu Á 2017   | Kuala Terengganu, Malaysia | Các Tiểu vương quốc Ả Rập Thống nhất | 7–2 (T)           |      |      |
| 27 April 2017        | Giải vô địch bóng đá bãi biển thế giới 2017 | Nassau, Bahamas            | México                               | 3–2 (T)           |      |      |
| 29 April 2017        | Giải vô địch bóng đá bãi biển thế giới 2017 | Nassau, Bahamas            | Ý                                    | 4–5 (B)           |      |      |
| 1 tháng 5 năm 2017   | Giải vô địch bóng đá bãi biển thế giới 2017 | Nassau, Bahamas            | Nigeria                              | 4–4 (2–1 PSO) (T) |      |      |
| 4 tháng 5 năm 2017   | Giải vô địch bóng đá bãi biển thế giới 2017 | Nassau, Bahamas            | Thụy Sĩ                              | 4–3 (AET) (T)     |      |      |
| 6 tháng 5 năm 2017   | Giải vô địch bóng đá bãi biển thế giới 2017 | Nassau, Bahamas            | Tahiti                               | 1–1 (2–3 PSO) (B) |      |      |
| 7 tháng 5 năm 2017   | Giải vô địch bóng đá bãi biển thế giới 2017 | Nassau, Bahamas            | Ý                                    | 5–3 (T)           |      |      |

## Thành tích giải đấu

### Giải vô địch thế giới
| Thành tích Giải vô địch thế giới | Thành tích Giải vô địch thế giới | Thành tích Giải vô địch thế giới | Thành tích Giải vô địch thế giới | Thành tích Giải vô địch thế giới | Thành tích Giải vô địch thế giới | Thành tích Giải vô địch thế giới | Thành tích Giải vô địch thế giới | Thành tích Giải vô địch thế giới | Thành tích Giải vô địch thế giới | Thành tích Giải vô địch thế giới |
| Năm                              | Vòng                             | St                               | W                                | WE                               | WP                               | B                                | BT                               | BB                               | HS                               | Đ                                |
| -------------------------------- | -------------------------------- | -------------------------------- | -------------------------------- | -------------------------------- | -------------------------------- | -------------------------------- | -------------------------------- | -------------------------------- | -------------------------------- | -------------------------------- |
| 2005                             | Không tham dự                    | –                                | –                                | –                                | –                                | –                                | –                                | –                                | –                                | –                                |
| 2006                             | Vòng 1                           | 3                                | 0                                | 0                                | 0                                | 3                                | 10                               | 18                               | -8                               | 0                                |
| 2007                             | Vòng 1                           | 3                                | 1                                | 0                                | 0                                | 2                                | 14                               | 14                               | 0                                | 3                                |
| 2008                             | Vòng 1                           | 3                                | 0                                | 0                                | 0                                | 3                                | 8                                | 16                               | -8                               | 0                                |
| 2009                             | Không vượt qua vòng loại         | –                                | –                                | –                                | –                                | –                                | –                                | –                                | –                                | –                                |
| 2011                             | Vòng 1                           | 3                                | 0                                | 0                                | 0                                | 3                                | 13                               | 17                               | -4                               | 0                                |
| 2013                             | Tứ kết                           | 4                                | 1                                | 0                                | 0                                | 3                                | 13                               | 16                               | -3                               | 3                                |
| 2015                             | Tứ kết                           | 4                                | 2                                | 0                                | 0                                | 2                                | 16                               | 16                               | 0                                | 6                                |
| 2017                             | Hạng ba                          | 6                                | 2                                | 1                                | 1                                | 2                                | 21                               | 18                               | +3                               | 9                                |
| Tổng cộng                        | 7/9                              | 26                               | 6                                | 1                                | 1                                | 18                               | 95                               | 115                              | -20                              | 21                               |

### Cúp bóng đá bãi biển liên châu lục
| Cúp bóng đá bãi biển liên châu lục | Cúp bóng đá bãi biển liên châu lục | Cúp bóng đá bãi biển liên châu lục | Cúp bóng đá bãi biển liên châu lục | Cúp bóng đá bãi biển liên châu lục | Cúp bóng đá bãi biển liên châu lục | Cúp bóng đá bãi biển liên châu lục | Cúp bóng đá bãi biển liên châu lục | Cúp bóng đá bãi biển liên châu lục | Cúp bóng đá bãi biển liên châu lục | Cúp bóng đá bãi biển liên châu lục |
| Năm                                | Vòng                               | St                                 | W                                  | WE                                 | WP                                 | B                                  | BT                                 | BB                                 | HS                                 | Đ                                  |
| ---------------------------------- | ---------------------------------- | ---------------------------------- | ---------------------------------- | ---------------------------------- | ---------------------------------- | ---------------------------------- | ---------------------------------- | ---------------------------------- | ---------------------------------- | ---------------------------------- |
| 2011                               | Không vượt qua vòng loại           | –                                  | –                                  | –                                  | –                                  | –                                  | –                                  | –                                  | –                                  | –                                  |
| 2012                               | Không vượt qua vòng loại           | –                                  | –                                  | –                                  | –                                  | –                                  | –                                  | –                                  | –                                  | –                                  |
| 2013                               | Vô địch                            | 5                                  | 2                                  | 0                                  | 3                                  | 0                                  | 19                                 | 17                                 | +2                                 | 9                                  |
| 2014                               | Hạng tư                            | 5                                  | 2                                  | 0                                  | 0                                  | 3                                  | 12                                 | 12                                 | 0                                  | 6                                  |
| 2015                               | Hạng ba                            | 5                                  | 2                                  | 0                                  | 1                                  | 2                                  | 15                                 | 15                                 | 0                                  | 7                                  |
| 2016                               | Á quân                             | 5                                  | 3                                  | 0                                  | 1                                  | 1                                  | 23                                 | 18                                 | +5                                 | 10                                 |
| 2017                               | Hạng ba                            | 5                                  | 3                                  | 0                                  | 0                                  | 2                                  | 20                                 | 15                                 | +5                                 | 9                                  |
| Tổng cộng                          | 5/7                                | 25                                 | 12                                 | 0                                  | 5                                  | 8                                  | 89                                 | 77                                 | +12                                | 41                                 |

### Cúp bóng đá bãi biển Persian
| Cúp bóng đá bãi biển Persian | Cúp bóng đá bãi biển Persian | Cúp bóng đá bãi biển Persian | Cúp bóng đá bãi biển Persian | Cúp bóng đá bãi biển Persian | Cúp bóng đá bãi biển Persian | Cúp bóng đá bãi biển Persian | Cúp bóng đá bãi biển Persian | Cúp bóng đá bãi biển Persian | Cúp bóng đá bãi biển Persian | Cúp bóng đá bãi biển Persian |
| Năm                          | Vòng                         | St                           | W                            | WE                           | WP                           | B                            | BT                           | BB                           | HS                           | Đ                            |
| ---------------------------- | ---------------------------- | ---------------------------- | ---------------------------- | ---------------------------- | ---------------------------- | ---------------------------- | ---------------------------- | ---------------------------- | ---------------------------- | ---------------------------- |
| 2017                         | Vô địch                      | 3                            | 2                            | 1                            | 0                            | 0                            | 10                           | 8                            | +2                           | 7                            |
| 2018                         | Vô địch                      | 3                            | 3                            | 0                            | 0                            | 0                            | 13                           | 7                            | +6                           | 9                            |
| Tổng cộng                    | 2/2                          | 6                            | 5                            | 1                            | 0                            | 0                            | 23                           | 15                           | +8                           | 16                           |

### Giải vô địch châu Á
| Thành tích Giải vô địch châu Á | Thành tích Giải vô địch châu Á | Thành tích Giải vô địch châu Á | Thành tích Giải vô địch châu Á | Thành tích Giải vô địch châu Á | Thành tích Giải vô địch châu Á | Thành tích Giải vô địch châu Á | Thành tích Giải vô địch châu Á | Thành tích Giải vô địch châu Á | Thành tích Giải vô địch châu Á | Thành tích Giải vô địch châu Á |
| Năm                            | Vòng                           | St                             | W                              | WE                             | WP                             | B                              | BT                             | BB                             | HS                             | Đ                              |
| ------------------------------ | ------------------------------ | ------------------------------ | ------------------------------ | ------------------------------ | ------------------------------ | ------------------------------ | ------------------------------ | ------------------------------ | ------------------------------ | ------------------------------ |
| 2006                           | Hạng ba                        | 4                              | 2                              | 0                              | 0                              | 2                              | 19                             | 21                             | -2                             | 6                              |
| 2007                           | Hạng ba                        | 4                              | 2                              | 0                              | 0                              | 2                              | 20                             | 15                             | +5                             | 6                              |
| 2008                           | Hạng ba                        | 4                              | 2                              | 0                              | 0                              | 2                              | 11                             | 7                              | +4                             | 6                              |
| 2009                           | Hạng tư                        | 5                              | 3                              | 0                              | 0                              | 2                              | 20                             | 12                             | +8                             | 9                              |
| 2011                           | Hạng ba                        | 5                              | 3                              | 1                              | 0                              | 1                              | 23                             | 11                             | +12                            | 11                             |
| 2013                           | Vô địch                        | 5                              | 4                              | 0                              | 1                              | 0                              | 43                             | 13                             | +30                            | 13                             |
| 2015                           | Hạng ba                        | 5                              | 4                              | 0                              | 0                              | 1                              | 29                             | 12                             | +17                            | 12                             |
| 2017                           | Vô địch                        | 5                              | 5                              | 0                              | 0                              | 0                              | 50                             | 11                             | +39                            | 15                             |
| Tổng cộng                      | 8/8                            | 37                             | 25                             | 1                              | 1                              | 10                             | 215                            | 102                            | +113                           | 78                             |

### Đại hội thể thao bãi biển châu Á
| Thành tích Đại hội thể thao bãi biển châu Á | Thành tích Đại hội thể thao bãi biển châu Á | Thành tích Đại hội thể thao bãi biển châu Á | Thành tích Đại hội thể thao bãi biển châu Á | Thành tích Đại hội thể thao bãi biển châu Á | Thành tích Đại hội thể thao bãi biển châu Á | Thành tích Đại hội thể thao bãi biển châu Á | Thành tích Đại hội thể thao bãi biển châu Á | Thành tích Đại hội thể thao bãi biển châu Á | Thành tích Đại hội thể thao bãi biển châu Á | Thành tích Đại hội thể thao bãi biển châu Á |
| Năm                                         | Vòng                                        | St                                          | W                                           | WE                                          | WP                                          | B                                           | BT                                          | BB                                          | HS                                          | Đ                                           |
| ------------------------------------------- | ------------------------------------------- | ------------------------------------------- | ------------------------------------------- | ------------------------------------------- | ------------------------------------------- | ------------------------------------------- | ------------------------------------------- | ------------------------------------------- | ------------------------------------------- | ------------------------------------------- |
| 2008                                        | Tứ kết                                      | 4                                           | 3                                           | 0                                           | 0                                           | 1                                           | 20                                          | 11                                          | +9                                          | 9                                           |
| 2010                                        | Hạng ba                                     | 6                                           | 5                                           | 0                                           | 0                                           | 1                                           | 40                                          | 15                                          | +25                                         | 15                                          |
| 2012                                        | Vô địch                                     | 6                                           | 6                                           | 0                                           | 0                                           | 0                                           | 33                                          | 9                                           | +24                                         | 18                                          |
| 2014                                        | Vô địch                                     | 5                                           | 3                                           | 0                                           | 1                                           | 1                                           | 21                                          | 16                                          | +5                                          | 10                                          |
| 2016                                        | Không tham dự                               | –                                           | –                                           | –                                           | –                                           | –                                           | –                                           | –                                           | –                                           | –                                           |
| Tổng cộng                                   | 4/5                                         | 21                                          | 17                                          | 0                                           | 1                                           | 3                                           | 120                                         | 51                                          | +69                                         | 52                                          |

### Giải vô địch bóng đá bãi biển Tây Á
| Thành tích Giải vô địch bóng đá bãi biển Tây Á | Thành tích Giải vô địch bóng đá bãi biển Tây Á | Thành tích Giải vô địch bóng đá bãi biển Tây Á | Thành tích Giải vô địch bóng đá bãi biển Tây Á | Thành tích Giải vô địch bóng đá bãi biển Tây Á | Thành tích Giải vô địch bóng đá bãi biển Tây Á | Thành tích Giải vô địch bóng đá bãi biển Tây Á | Thành tích Giải vô địch bóng đá bãi biển Tây Á | Thành tích Giải vô địch bóng đá bãi biển Tây Á | Thành tích Giải vô địch bóng đá bãi biển Tây Á | Thành tích Giải vô địch bóng đá bãi biển Tây Á |
| Năm                                            | Vòng                                           | St                                             | W                                              | WE                                             | WP                                             | B                                              | BT                                             | BB                                             | HS                                             | Đ                                              |
| ---------------------------------------------- | ---------------------------------------------- | ---------------------------------------------- | ---------------------------------------------- | ---------------------------------------------- | ---------------------------------------------- | ---------------------------------------------- | ---------------------------------------------- | ---------------------------------------------- | ---------------------------------------------- | ---------------------------------------------- |
| 2013                                           | Vô địch                                        | 4                                              | 3                                              | 0                                              | 1                                              | 0                                              | 20                                             | 8                                              | +12                                            | 10                                             |
| Tổng cộng                                      | 1/1                                            | 4                                              | 3                                              | 0                                              | 1                                              | 0                                              | 20                                             | 8                                              | +12                                            | 10                                             |

### Giải bóng đá bãi biển liên châu lục
| Thành tích Giải bóng đá bãi biển liên châu lục | Thành tích Giải bóng đá bãi biển liên châu lục | Thành tích Giải bóng đá bãi biển liên châu lục | Thành tích Giải bóng đá bãi biển liên châu lục | Thành tích Giải bóng đá bãi biển liên châu lục | Thành tích Giải bóng đá bãi biển liên châu lục | Thành tích Giải bóng đá bãi biển liên châu lục | Thành tích Giải bóng đá bãi biển liên châu lục | Thành tích Giải bóng đá bãi biển liên châu lục | Thành tích Giải bóng đá bãi biển liên châu lục | Thành tích Giải bóng đá bãi biển liên châu lục |
| Năm                                            | Vòng                                           | St                                             | W                                              | WE                                             | WP                                             | B                                              | BT                                             | BB                                             | HS                                             | Đ                                              |
| ---------------------------------------------- | ---------------------------------------------- | ---------------------------------------------- | ---------------------------------------------- | ---------------------------------------------- | ---------------------------------------------- | ---------------------------------------------- | ---------------------------------------------- | ---------------------------------------------- | ---------------------------------------------- | ---------------------------------------------- |
| 2016                                           | Vô địch                                        | 3                                              | 3                                              | 0                                              | 0                                              | 0                                              | 21                                             | 5                                              | +16                                            | 9                                              |
| Tổng cộng                                      | 1/1                                            | 3                                              | 3                                              | 0                                              | 0                                              | 0                                              | 21                                             | 5                                              | +16                                            | 9                                              |

## Thành tích Giải vô địch thế giới
| Brasil      | 0 | 2  | 2  |
| Canada      | 0 | 1  | 1  |
| Pháp        | 0 | 2  | 2  |
| Ý           | 1 | 2  | 3  |
| México      | 2 | 0  | 2  |
| Nigeria     | 1 | 0  | 1  |
| Bồ Đào Nha  | 0 | 1  | 1  |
| Nga         | 0 | 1  | 1  |
| Sénégal     | 1 | 2  | 3  |
| Tây Ban Nha | 2 | 1  | 3  |
| Thụy Sĩ     | 1 | 1  | 2  |
| Tahiti      | 0 | 2  | 2  |
| Ukraina     | 0 | 1  | 1  |
| Hoa Kỳ      | 0 | 1  | 1  |
| Uruguay     | 0 | 1  | 1  |
| Tổng cộng   | 8 | 18 | 26 |

| Giải vô địch thế giới history | Giải vô địch thế giới history | Giải vô địch thế giới history                                                            | Giải vô địch thế giới history |
| Năm                           | Vòng                          | Tỉ số                                                                                    | Kết quả                       |
| ----------------------------- | ----------------------------- | ---------------------------------------------------------------------------------------- | ----------------------------- |
| 2006                          | Vòng 1                        | Iran 3 – 6 Lưu trữ ngày 25 tháng 8 năm 2012 tại Wayback Machine Pháp                     | Thua                          |
| 2006                          | Vòng 1                        | Iran 1 – 6 Lưu trữ ngày 24 tháng 8 năm 2012 tại Wayback Machine Tây Ban Nha              | Thua                          |
| 2006                          | Vòng 1                        | Iran 6 – 6 (0–1 P.S.O.) Lưu trữ ngày 9 tháng 8 năm 2011 tại Wayback Machine Canada       | Thua                          |
| 2007                          | Vòng 1                        | Iran 3 – 3 (0–1 P.S.O.) Lưu trữ ngày 24 tháng 10 năm 2012 tại Wayback Machine Bồ Đào Nha | Thua                          |
| 2007                          | Vòng 1                        | Iran 6 – 7 Lưu trữ ngày 24 tháng 10 năm 2012 tại Wayback Machine Hoa Kỳ                  | Thua                          |
| 2007                          | Vòng 1                        | Iran 5 – 4 Lưu trữ ngày 24 tháng 10 năm 2012 tại Wayback Machine Tây Ban Nha             | Thắng                         |
| 2008                          | Vòng 1                        | Iran 1 – 6 Lưu trữ ngày 3 tháng 3 năm 2016 tại Wayback Machine Uruguay                   | Thua                          |
| 2008                          | Vòng 1                        | Iran 6 – 6(1–2 P.S.O) Lưu trữ ngày 3 tháng 3 năm 2016 tại Wayback Machine Pháp           | Thua                          |
| 2008                          | Vòng 1                        | Iran 1 – 4 Lưu trữ ngày 4 tháng 3 năm 2016 tại Wayback Machine Sénégal                   | Thua                          |
| 2011                          | Vòng 1                        | Iran 6 – 6(4–5 P.S.O) Ý                                                                  | Thua                          |
| 2011                          | Vòng 1                        | Iran 4 – 6 Thụy Sĩ                                                                       | Thua                          |
| 2011                          | Vòng 1                        | Iran 3 – 5 Sénégal                                                                       | Thua                          |
| 2013                          | Vòng 1                        | Iran 1 – 4 Lưu trữ ngày 25 tháng 6 năm 2017 tại Wayback Machine Brasil                   | Thua                          |
| 2013                          | Vòng 1                        | Iran 5 – 3 Lưu trữ ngày 25 tháng 6 năm 2017 tại Wayback Machine Sénégal                  | Thắng                         |
| 2013                          | Vòng 1                        | Iran 2 – 3 Lưu trữ ngày 25 tháng 6 năm 2017 tại Wayback Machine Ukraina                  | Thua                          |
| 2013                          | Tứ kết                        | Iran 5 – 6 Lưu trữ ngày 25 tháng 6 năm 2017 tại Wayback Machine Nga                      | Thua                          |
| 2015                          | Vòng 1                        | Iran 6 – 5 Lưu trữ ngày 5 tháng 3 năm 2016 tại Wayback Machine Tây Ban Nha               | Thắng                         |
| 2015                          | Vòng 1                        | Iran 3 – 4 Lưu trữ ngày 14 tháng 7 năm 2017 tại Wayback Machine Brasil                   | Thua                          |
| 2015                          | Vòng 1                        | Iran 3 – 2 Lưu trữ ngày 14 tháng 7 năm 2017 tại Wayback Machine México                   | Thắng                         |
| 2015                          | Tứ kết                        | Iran 4 – 5 Lưu trữ ngày 8 tháng 12 năm 2017 tại Wayback Machine Tahiti                   | Thua                          |

## Lịch sử huấn luyện viên
- Farshad Falahatzadeh (2006)
- Marco Octávio (2007)
- Farshad Falahatzadeh (2008)
- Reza Sadeghpour (2009)
- Marco Octávio (2010)
- Behzad Dadashzadeh (2011)
- Marco Octávio (2012–2015)
- Mohammad Hossein Mirshamsi (2015–2017)
- Marco Octávio (2017–)

## Cựu cầu thủ đáng chú ý
- Behzad Dadashzadeh
- Farshad Falahatzadeh